# Арсентьевка (Сахалинская область)
Арсе́нтьевка — село в городском округе «Долинский» Сахалинской области России.

## География
Село находится на берегу Охотского моря, на расстоянии 68 км к юго-западу от города Долинск, административного центра округа.

## История
Село появилось на месте русского военного поста Мануэ, основанного в 1858 году. В 1907—1945 годах принадлежало японскому губернаторству Карафуто и называлось Мануйхама (яп. 真縫浜). После передачи Южного Сахалина СССР 15 октября 1947 года получило современное название — по фамилии первых русских поселенцев. До 2004 года — станция.

## Население
| 1925 | 1935 | 2002 | 2010 | 2013 | 2021 |
| ---- | ---- | ---- | ---- | ---- | ---- |
| 264  | ↗776 | ↘13  | ↘5   | ↘3   | ↘2   |

### Половой состав
Согласно результатам переписи 2002 года, в селе проживало 13 человек (8 мужчин и 5 женщин).

## Транспорт
Вблизи села расположена станция Арсентьевка Сахалинского региона Дальневосточной железной дороги.